# Insigne de grade d'officier de l'Armée australienne
Les officiers de l'armée australienne reçoivent une commission du monarque, actuellement le roi Charles III d'Australie, signée par le gouverneur général d'Australie, agissant en son nom. L’insigne de grade des officiers est identique à celui de l’Armée britannique (en), avec l’ajout d’une bande contenant le mot « Australie » sous les insignes.

## Grades
Les rangs d'officiers de l'armée australienne sont organisés en grades à des fins administratives et promotionnelles. Les grades donnent également une indication du rôle ou du poste de cet officier, bien que « grade » ne soit pas un terme officiel. Les rangs sont organisés de bas en haut : 

### Grades d'officier général
- Maréchal (abrégé: FM) - O11. Ce rang est généralement réservé aux temps de guerre et de cérémonies ; il n'y a pas de rendez-vous réguliers au rang. Trois hommes ont été promus à ce grade dans l'armée australienne. Sir Thomas Blamey est le seul officier né en Australie à avoir été promu à ce rang. Lord Birdwood fut promu au rang honorifique de maréchal dans les forces militaires australiennes (en) le 20 mars 1925[1]. Le prince Philip, duc d'Édimbourg, était le dernier titulaire du rang de maréchal de l'armée australienne[2]. Cependant, le duc ne jouait aucun rôle actif dans la structure de commandement australienne.
- Général (en abrégé: GEN) - O10. Depuis la fin de la Seconde Guerre mondiale, ce rang n'a été occupé que lorsqu'un officier de l'armée a été nommé chef de la force de défense.
- Lieutenant général (LTGEN en abrégé) - O9. Détenu par le chef de l'armée (en) et, lorsque des officiers de l'armée sont nommés aux postes communs, le vice-chef des forces de défense (en), le chef des opérations conjointes (en) et le chef du développement des capacités (en).
- Général de division (MAJGEN en abrégé) - O8.

### Grades des officiers supérieurs
- Brigadier (en abrégé: BRIG) - O7. Comme le Royaume-Uni, avant 1922, l'Australie utilisait le grade de brigadier général[3].
- Colonel (en abrégé: COL) - O6.

### Grades des officiers gradés
- Lieutenant colonel (abrégé: LTCOL) - O5.
- Major (abrégé: MAJ) - O4.

### Grades des officiers de la compagnie
- Capitaine (en abrégé: CAPT) - O3.
- Lieutenant (abrégé: LT) - O2[4].
- Sous-lieutenant (abrégé: 2LT) - O1.

Le rang de sous-lieutenant a été progressivement supprimé de l'armée australienne, les officiers recrutés étant diplômés du Royal Military College de Duntroon avec le rang de lieutenant,. 

### Grade d'officier stagiaire
- Cadet d'état-major (CDM abrégé)
- Élève officier (abrégé: OCDT)

#### Insigne de grade de cadet
Cadet d'état-major et élève officier sont des titres équivalents. Le rang d'élève-officier est attribué à ceux qui étudient à l'Australian Defence Force Academy. Leur rang est ensuite changé de cadet d'état-major à leur entrée au Collège militaire royal de Duntroon (CMR-D), où ils deviennent membres du Corps des cadets d'état-major. Les élèves-officiers portent une rayure blanche de 10 mm de large sur une glissière DPCU (en) ou une épaule rigide, comme insigne de rang. Les officiers en formation dans les régiments universitaires en formation d'officier de réserve de l'armée étaient également connus sous le nom de cadets-officiers depuis novembre 2009. Ils appartenaient auparavant au RMC-D et étaient connus comme cadets d'état-major. À l'heure actuelle, les cadets-cadres ne sont que des stagiaires d'officiers du CMR-D. Les cadets d'état-major portent des «CMR» sur leurs glissières de grades afin de les distinguer des autres établissements d'instruction. 

## Insigne de grade d'officier de l'armée australienne
L'insigne porté par les officiers de l'armée australienne utilise trois symboles qui sont également utilisés dans les insignes de l'armée britannique (en) : 
- L'étoile, communément appelée pip, est dérivée de l'étoile du chevalier, grande croix de la division militaire du plus honorable ordre du Bath[8].
- La Couronne a varié dans le passé, la couronne Tudor (en), utilisée de 1910 à 1953 et depuis 2022, ayant été remplacée par la couronne de saint Édouard après le couronnement d'Élisabeth II.
- L'épée et bâton croisés est utilisé par les généraux de l’armée britannique depuis au moins 1800.

### Insigne
| Grades généraux de l'armée australienne | Grades généraux de l'armée australienne | Grades généraux de l'armée australienne | Grades généraux de l'armée australienne | Grades généraux de l'armée australienne |
| --------------------------------------- | --------------------------------------- | --------------------------------------- | --------------------------------------- | --------------------------------------- |
| Maréchal (FM)                           | Général (GEN)                           | Lieutenant général (LTGEN)              | Major général (MAJGEN)                  | Brigadier général (jusqu'en 1922)       |
| [ 10 ]                                  |                                         |                                         |                                         |                                         |

| Officiers supérieurs de l'armée australienne | Officiers supérieurs de l'armée australienne | Grades d'officiers de grade de l'armée australienne | Grades d'officiers de grade de l'armée australienne |
| -------------------------------------------- | -------------------------------------------- | --------------------------------------------------- | --------------------------------------------------- |
| Brigadier (BRIG) (depuis 1928)               | Colonel (COL)                                | Lieutenant colonel (LTCOL) ,                        | Major (MAJ)                                         |
|                                              |                                              |                                                     |                                                     |

| Grades d'officiers de compagnie de l'armée australienne | Grades d'officiers de compagnie de l'armée australienne | Grades d'officiers de compagnie de l'armée australienne |
| ------------------------------------------------------- | ------------------------------------------------------- | ------------------------------------------------------- |
| Capitaine (CAPT)                                        | Lieutenant (LT) ,                                       | Sous lieutenant (2LT) ,                                 |
|                                                         |                                                         |                                                         |

| Grades d'élève-officier / officier stagiaire de l'armée australienne | Grades d'élève-officier / officier stagiaire de l'armée australienne |
| -------------------------------------------------------------------- | -------------------------------------------------------------------- |
| Élève officier (OCDT)                                                | Cadet d'état-major (SCDT)                                            |
|                                                                      |                                                                      |